# Уильямс, Адриан
Адриан (Эди) Уильямс (англ. Adrian "Ady" Williams; 16 августа 1971, Рединг, Англия) — валлийский футболист, игравший на позиции защитника, тренер. Наиболее известен по выступлениям за футбольный клуб «Рединг», за который сыграл более 350 матчей. Также играл за национальную сборную Уэльса.

## Карьера
Уильямс является воспитанником футбольного клуба «Рединг». В основной состав он попал в возрасте 17 лет в 1988 году, когда клуб выступал в Третьем дивизионе Футбольной лиги. Дебютировал в гостевом матче с «Ноттс Каунти», получив место в обороне рядом с ветераном клуба Мартином Хиксом. На ранних этапах карьеры Уильямсу довелось поиграть на самых разных позициях. Он начинал в роли правого вингера, затем стал играть на фланге в обороне и наконец утвердился в качестве центрального защитника. В 1989 году на должность главного тренера «Рединга» был назначен Иан Портерфилд, при котором молодой Уильямс стал запасным и за два следующих сезона сыграл лишь 23 игры.
Летом 1991 года и Портерфилд, и Хикс покинули «Рединг», благодаря чему Уильямс снова получил место в основном составе и вскоре стал одним из ключевых игроков команды. Под руководством нового тренера Марка Макги, играя в паре с Китом Макферсоном в центре обороны, Адриан в сезоне 1991/92 сыграл 40 матчей. Благодаря в том числе успешной игре Уильямса «Рединг» в сезоне 1993/94 выиграл Второй дивизион. Сам Адриан весной 1994 года получил приглашение в сборную Уэльса, за который играл благодаря происхождению отца, хотя сам родился в Англии. Его дебют состоялся 23 мая 1994 года в товарищеской игре с командой Эстонии.
В сезоне 1994/95 «Рединг» успешно играл в Первом дивизионе, однако в декабре 1994 года Макги неожиданно ушёл на повышение в «Лестер Сити», и на Адриана Уильямса вместе с тремя другими игроками, Миком Гудингом, Джеффом Хопкинсом и Джимми Куинном, были возложены тренерские обязанности. В том сезоне клуб занял второе место в Первом дивизионе и получил право побороться в плей-офф на «Уэмбли» с «Болтон Уондерерс» за право выйти в Премьер-лигу. В этом матче Уильямс был капитаном команды и забил в первом тайме один из голов, однако в итоге «Болтон» одержал победу и не пустил «Рединг» в Премьер-лигу.
После невыхода «Рединга» в Премьер-лигу многие ведущие игроки клуб покинули, а в последующие сезоны борьба шла уже не за повышение в классе, а за возможность остаться в Первом дивизионе. Летом 1996 года за 750 тыс. фунтов стерлингов Уильямс перешёл в «Вулверхэмптон Уондерерс», где воссоединился с Макги. Заиграть на прежнем уровне в новом клубе ему помешали травмы. За четыре сезона Адриан провёл лишь 34 матча, а в начале 2000 года вернулся в «Рединг» на правах аренды.
Летом 2000 года возвращение Уильямса в «Рединг» было оформлено на постоянной основе. Команда к этому времени вылетела во Второй дивизион. Большую часть сезона Адриан пропустил из травм, но вернулся в строй к плей-офф за право выхода в Первый дивизион и принял участие в полуфинальном и финальном матчах. В результате его клуб уступил «Уолсоллу». В сезоне 2001/02 Уильямс уже не испытывал таких проблем со здоровьем и помог «Редингу» получить повышение в классе.
В сезоне 2002/03 «Рединг» под руководством Алана Пардью возрождался и вновь боролся за выход в Премьер-лигу. Уильямс был ключевым игроком команды и сыграл 41 матч в чемпионате, однако в плей-офф «Рединг» проиграл его бывшему клубу, «Вулверхэмптону». В 2003 году Адриан заключил контракт, по которому он должен был остаться в «Рединге» до конца сезона 2004/05, но уже осенью 2004 года, не договорившись о продлении контракта, перешёл в «Ковентри Сити».
В сезоне 2004/05 Уильямс провёл за Ковентри 23 матча и забил два гола. Часть следующего сезона он провёл в аренде в клубе «Миллуолл». Завершал игровую карьеру Уильямс в клубе «Суидон Тайн», где выступал с 2006 по 2008 годы. В 2006 году ему вновь довелось исполнять обязанности главного тренера, а в 2008—2009 годах он тренировал резервную команду «Суидона», но был уволен после случая домашнего насилия в отношении своей девушки, модели Сары-Джейн Хоу.
В 2010 и 2011 году Уильямс недолго тренировал клубы из низших дивизионов, «Бедфорд Таун» и «Дидкот Таун». После этого он работал ведущим на BBC Radio Berkshire и колумнистом в региональной газете.
Уильямс преимущественно играл в центре обороны, но благодаря своему универсализму он успел поиграть на всех позициях и даже становился в ворота, экстренно подменяя основного вратаря. За свою карьеру он играл в футболках с номерами от 1 до 11. В 2005 году болельщиками «Рединга» Уильямс был включён в символическую сборную лучших игроков в истории клуба. Среди центральных защитников он получил лучший результат, собрав 59,9 % голосов.